# Ulbroka
Ulbroka − wieś na Łotwie, stolica novadsu Ropaži, w latach 2009–2021 siedziba novadsu Stopiņi. W 2006 roku liczyła 2878 mieszkańców, w 2015 roku liczyła 2788 mieszkańców.